# Comité Brasileño de Registros Ornitológicos
El Comité Brasileño de Registros Ornitológicos - CBRO (en portugués: Comitê Brasileiro de Registros Ornitológicos), es un comité constituido para la discusión y divulgación de los datos que interfieren en el conocimiento de la distribución de las aves de Brasil. Pretende servir como órgano de actualización  del conocimiento de la distribución de las aves brasileñas, llamando la atención, específicamente para los muchos errores diseminados en la literatura.
El CBRO, fundado en 1999, fue, hasta el inicio de 2004, un grupo independiente, constituido por su propia decisión. A partir de marzo de 2004,  aunque permaneciendo orgánicamente autónomo, el CBRO pasó a ser un grupo de estudios vinculado a la Sociedad Brasileña de Ornitología (SBO), por decisión formalizada por el directorio de esta. (Ararajuba 13, no. 1, editorial p. 5).

## Prioridades
- Mantener actualizada la lista de especies que ocurren en Brasil, incluyendo los subtotales de especies residentes, visitantes regulares y accidentales;[3]
- Sugerir el tratamiento taxonómico y nomenclatural más indicado para las aves brasileñas, considerando especialmente aquellos ya propuestos recientemente;
- Mantener tablas anotadas de alteración y actualización de tratamiento taxonómico y nomenclatural -recomendados por el CBRO - en relación con Sick (1997), obra base referencial elegida;
- Crear una lista hipotética de aves brasileñas, que reunirá los registros de ocurrencia no documentados;
- Crear y mantener actualizada una lista de aves que hayan sido tratadas sobre nombres diferentes en las obras de la década 1980/1990.[1]